# Hybanthus
Hybanthus es un género de plantas con flores perteneciente a la familia Violaceae. Comprende 165 especies.

## Especies seleccionadas
- Hybanthus agateoides
- Hybanthus attenuatus
- Hybanthus aurantiacus (Benth.) F.Muell.[2]
- Hybanthus calceolaria (L.) Oken[1] - ipecacuana blanca, bejuquillo del Brasil.[3]

- Hybanthus calycinus (DC.) F.Muell.[2]
- Hybanthus concolor
- Hybanthus cymulosus C.A.Gardner[2]
- Hybanthus debilissimus F.Muell.[2]
- Hybanthus enneaspermus (L.) F.Muell.[2]
- Hybanthus floribundus (Lindl.) F.Muell.[2]
- Hybanthus linearifolius
- Hybanthus monopetalus (Schult.) Domin[2]
- Hybanthus parviflorus (L.f.) Baill.[1] - chuchunchulli del Perú[3]
- Hybanthus pauciflorus
- Hybanthus stellarioides (Domin) P.I.Forst.[2]
- Hybanthus vernonii (F.Muell.) F.Muell.[2]
- Hybanthus verticillatus
- Hybanthus volubilis E.M.Benn[2]

## Sinonimia
- Acentra, Clelandia, Cubelium, Ionidium, Pigea